# Ciné Dancing
Ciné Dancing est le premier opus de la collection "Ciné Dancing". Il est sorti en 1993. Le titre de la compilation est inspiré du titre du célèbre film Dirty Dancing, dont la compilation commence avec un titre de ce dernier.
La collection est sortie uniquement en France, et elle regroupe des bandes originales de films parmi les plus reconnues dans le cinéma international.

## Titres
1. (I've Had) The Time Of My Life / B.O.F Dirty Dancing / Bill Medley & Jennifer Warnes
2. You Can Leave Your Hat On / B.O.F 9 Semaines 1/2 / Joe Cocker
3. Mustang Sally / B.O.F The Commitments / The Commitments
4. When The Going Gets Tough, The Tough Get Going / B.O.F A La Poursuite Du Diamant Vert / Billy Ocean
5. Ghostbusters / B.O.F S.O.S Fantômes / Ray Parker Jr
6. Eye Of The Tiger / B.O.F Rocky III: L'Œil Du Tigre / Survivor
7. Footloose / B.O.F Footloose / Kenny Loggins
8. Chase / B.O.F Midnight Express / Giorgio Moroder
9. Call Me / B.O.F American Gigolo / Blondie
10. Fame / B.O.F Fame / Irene Cara
11. Axel F / B.O.F Beverly Hills Cop / Harold Faltermeyer
12. I Want Your Sex / B.O.F Beverly Hills Cop II / George Michael
13. Pretty Woman / B.O.F Pretty Woman / Roy Orbison
14. Unchained Melody / B.O.F Ghost / The Righteous Brothers
15. Take My Breath Away / B.O.F Top Gun / Berlin
16. It's Only Mystery / B.O.F Subway / Éric Serra
17. Calling You / B.O.F Bagdad Café / Jevetta Steele